# Itchen Stoke and Ovington
Itchen Stoke and Ovington är en civil parish i Storbritannien.   Den ligger i grevskapet Hampshire och riksdelen England, i den södra delen av landet, 90 km sydväst om huvudstaden London.